# Карел Пуркинє
Карел Пу́ркинє (чеськ. Karel Purkyně, 11 березня 1834, Бреславль, тепер Вроцлав, Польща — 5 квітня 1868, Прага) — чеський живописець. Син Я. Е. Пуркинє.
З 1851 року навчався в академії мистецтв у Празі, у 1854-55 роках — у Мюнхені.
Автор портретів, жанрових картин і натюрмортів. Твори: портрети сім'ї різьбяра Ворлічека (1859— 60), коваля Єха («Коваль-політик», 1860); автопортрет (1863), «Діти художника» (1867—68); «Фазани» (1861).